# Василь Півцов
Півцов Василь Талгатович (16 серпня 1975, Алма-Ата, Казахська РСР, СРСР) — відомий казахстанський альпініст, заслужений майстер спорту з альпінізму РК, неодноразовий чемпіон і призер відкритої першості СНД з альпінізму: у висотно-технічному (2000), технічному (2001) і у висотному класах (2000–2002).
Підкорювач всіх 14  восьмитисячників світу (2001–2011). Став 26-м членом клубу «Quest −14» та 11-м альпіністом, хто зумів зійти на всі ці восьмитисячники без використання кисневих апаратів.
Орден «Курмет» (Орден Пошани, 2007).

## Біографія

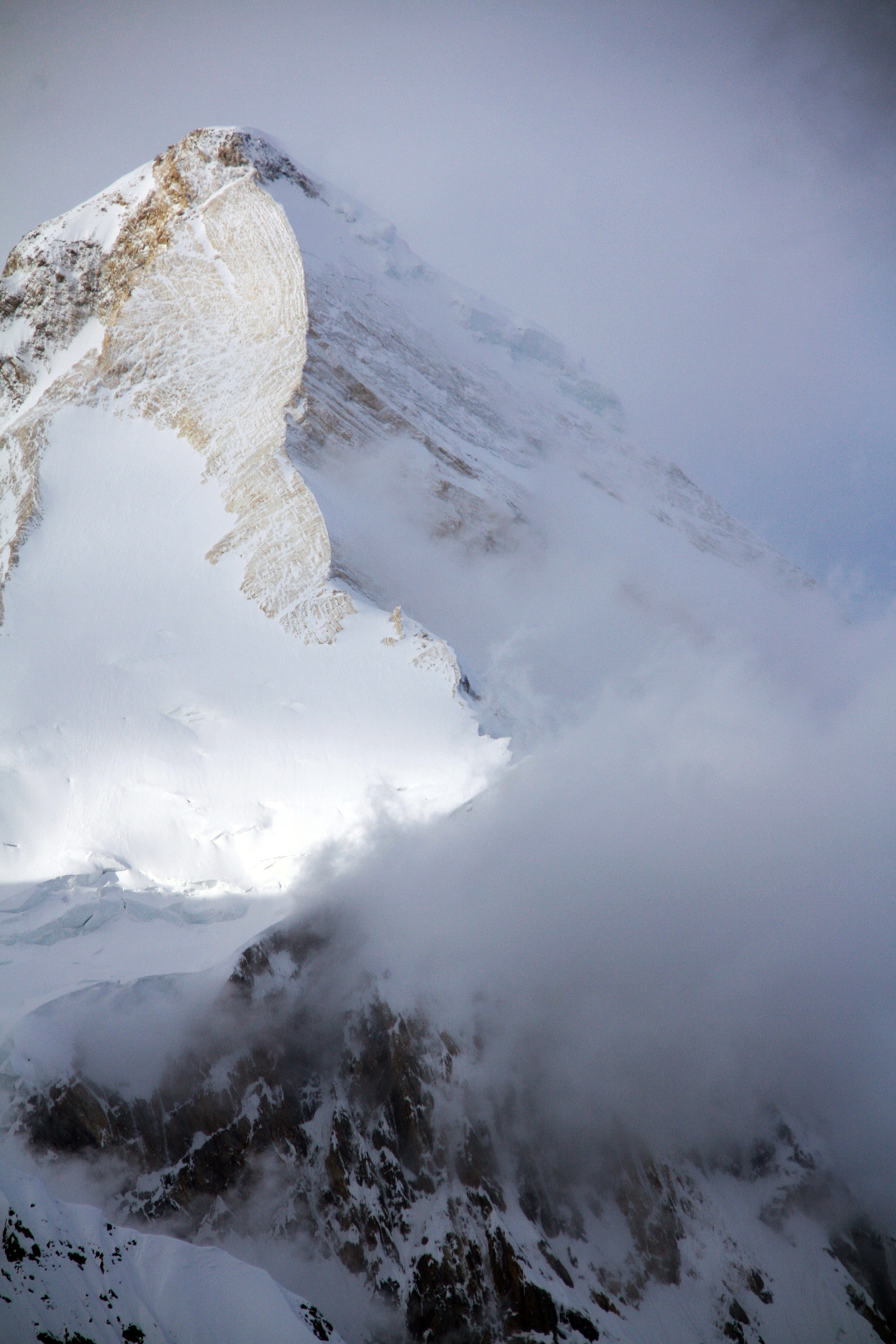
Мармурове ребро Хан-Тенгрі, вид з півд.-заходу

Закінчив біологічний факультет Казахського національного університету ім. Аль-Фарабі (2008), спеціальність — «Медико-біологічна справа».
З 2002 року — лаборант Інституту фізіології людини і тварин. З 2005 року — сержант Центрального спортивного клубу армії Міністерства оборони РК. З 2006 року — лаборант, з 2008 року — молодший науковий співробітник Інституту фізіології людини і тварин РК.
З 2010 року по теперішній час — молодший сержант спортивної роти Спортивного комітету ЦСКА Міністерства оборони РК.
Одружений. Дружина — Півцова Євгенія (1982). Син — Півцов Дамір (2010).
Десять років (2001–2011) ходить в одній зв'язці з земляком  Максутом Жумаєвим («Макс» і « Васо»).

## Сходження на відомі шести— семитисячники
- 1996, 24 серпня — Хан-Тенгрі (7010 м) по класичному маршруту 5Б, Тянь-Шань.
- 1997, 19 липня — Хан-Тенгрі (7010 м) по класичному маршруту 5Б, Тянь — Шань.
- 1999, 29 липня — Хан-Тенгрі (7010 м) по класичному маршруту з півдня 5А, Тянь-Шань.
- 1999, 24 серпня — пік Перемоги (7438 м) по класичному маршруту 6А, Тянь-Шань.
- 2000, 9 серпня — Хан-Тенгрі (7010 м) в п'ятірці  Дениса Урубко по центру півн. стіни 6Б, Тянь-Шань[2]
- 2000, 22 серпня — Хан-Тенгрі (7010 м), з Володимиром Сувіго. і Максутом Жумаєвим як суддями забігу на пік у рамках Фестивалю «Хан-Тенгрі −2000» провів 7 годині на вершині[3].
- 2000 — зимове сходження на пік Вільна Корея (4740 м) по центру півн. стіни 6А і пік Корона (4860 м), 6 башта, 5А, Киргизький Ала-Тоо.
- 2002 — пік Леніна (7142 м) на Памірі у зв'язці з М. Жумаєвим.
- 2004 — пік Перемоги (7438 м) по класичному маршруту 6А, Тянь-Шань.
- 2008, 5 червня —  Маккінлі (6138 м) на  Алясці з Ервандом Тихоновичем Ильїнським і В. Івановим[4].
- 2008 — Хан-Тенгрі (7010 м) по класичному маршруту 5А з півдня, Тянь-Шань.
- 2011, 20 січня — Хан-Тенгрі (7010 м), зимове сходження на честь Зимових Азійських ігор 2011 (Зимової Азіади −2011) з О. Софригіним та І. Габбасовим[5].
- 2012, 20 серпня — Хан-Тенгрі (7010 м), сходження по центру півн. стіни з О. Софригіним та І. Габбасовим, 6Б[6].

Для отримання звання «Сніговий барс» потрібно підкорити ще два семитисячники : пік Комунізму (7495 м) і пік Корженевської (7105 м) на Памірі.

## Усі 14 восьмитисячників
Безкисневі сходження за програмою «Збірна Казахстану на всіх восьмитисячниках світу», всі у зв'язці з Максутом Жумаєвим, керів. Ерванд Іллінський:
- 2001, 13 серпня — Гашербрум I (Хідден-пік) (8068 м) по класичному маршруту через японський кулуар.
- 2001, 20 серпня — Гашербрум II (8035 м) за класикою з півд. заходу.
- 2002, 13 травня — Канченджанга Головна (8586 м) за класикою з півд.-зах. гребеня.
- 2002, 25 жовтня — траверс Шишабангма Центральна (8008 м) — Шишабангма Головна (8027 м), класика з півночі, з китайської сторони.
- 2003, 17 червня — Нанга Парбат (8126 м), по Діамірській стіні (маршрут Кінсхофера).
- 2003, 16 липня — Броуд-пік (8048 м), по зах. ребру.
- 2004, 22 травня — Макалу (8485 м), по Зах. ребру (маршрут Параго).
- 2005, 3 травня — Чо-Ойю (8201 м), по півн.-зах. гребеню, двійка Жумаєв — Півцов у складі міжнародної експедиції[7].
- 2006, 2 травня — Дхаулагірі (8167 м), класика по півн.-схід. гребеню, двійка Жумаєв — Півцов в альпійському стилі.
- 2006, 19 травня — Аннапурна Головна (8091 м), класика з півночі по французькому маршруту, двійка Жумаєв — Півцов в альпійському стилі[8].
- 2007, 30 квітня — Еверест (8848 м), класика через півн. сідло, двійка Жумаєв — Півцов в кооперації з московським «Клубом 7 Вершин — Альпіндустрія»[9].
- 2008, 2 жовтня — Манаслу (8163 м) по класичному маршруту в парі з болгарином Петром Унжієвим[10], але зійшов на пік один[11].
- 2009, травень — невдала спроба на Лхоцзе Головну у проекті «Траверс Лхоцзе — Еверест», загинув Сергій Самойлов[12].
- 2010, 16 травня — Лхоцзе Головна, заключне сходження збірної Казахстану в програмі «Усі 14 восьмитисячників світу» у складі Півцов, Жумаєв та Владислав Чохлов[13].
- 2011, 23 серпня — К2 (Чогорі, 8611 м) по японському маршруту з півночі в компанії з М. Жумаєвим,  Герліндою Кальтенбруннер (Австрія) і поляком Даріушем Залуським[14].

Всього здійснив 15 безкисневих сходжень на восьмитисячники, включаючи дві вершини Шишабангма (Центральна та Головна).

## "Гора спотикання " К2

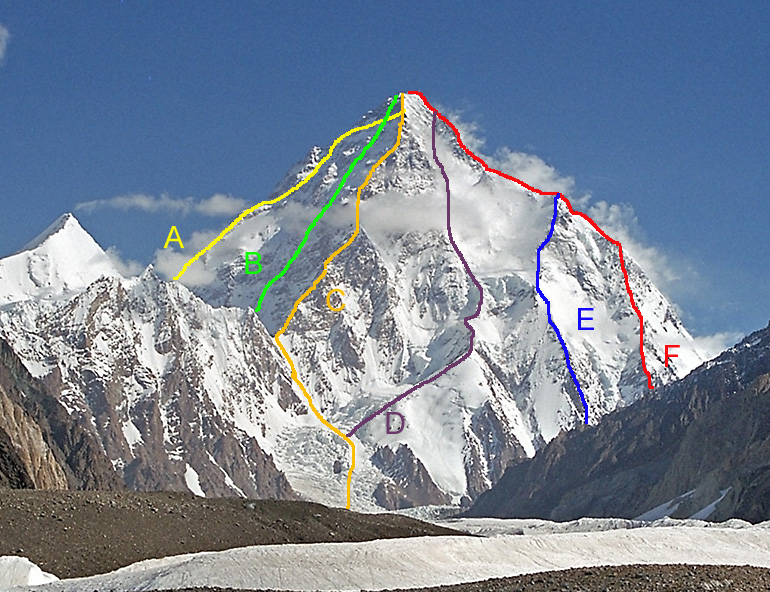
восьмитисячник К2, Е — маршрут Чесена, F — маршрут Абруцці

Василь Півцов здійснив шість невдалих спроб штурму піку К2 (Чогорі, 8611 м) в пакистанському Каракорумі — останньої вершини в його особистій програмі «Усі 14 восьмитисячників світу», перша — у зв'язці з  Денисом Урубком, інші п'ять — з  Максутом Жумаєвим:
- 2003, січень/лютий, спроба зимового сходження з півночі з польською експедицією  Кшиштофа Веліцького, в парі з  Денисом Урубком[15].
- 2003, серпень — спроба сходження у складі казахстанської експедиції по класичному маршруту — по ребру Абруцького.і
- 2005, серпень — повторна спроба за класикою, по ребру Абруцького.
- 2007, серпень/вересень — спроба первопроходження по півн. ребру.
- 2009 — липень/серпень, класика по ребру Абруцького, зв'язка Жумаєв — Півцов і росіянин Сергій Богомолов зійшли за 100 м до вершини.
- 2010 — липень/серпень, спроба № 6, класика за маршрутом Чесена[16].

Але 23 серпня 2011 р. Василь Півцов і Максут Жумаєв, а також Герлінде Кальтенбруннер (Австрія), у якої це була сьома спроба на К2, і поляк альпініст-кіношник Даріуш Залуські у складі міжнародної експедиції на K2 «North Pillar Expedition 2011» все-таки підкорили пік з півночі. Перші троє сходжувачів увійшли до «Клубу підкорювачів всіх 14 восьмитисячників світу», розширивши список його членів до 27.

## Документальні фільми
- «Гімалайський дует: Дхаулагірі - Аннапурна», 2006, 18 хв. (Дворецький / Жумаєв / Півцов ). Переможець у номінації «Аматорські фільми» на XI кінофестивалі гірських і пригодницьких фільмів «Вертикаль» ( Москва, 2008).
- «Дотягнутися до зірки», 2007, «Тайлана-медіа», 36 хв. (Муленкова / Жумаєв / Півцов ).
- «Експедиція "Клубу 7 вершин" на К2», 2009, (Дворецький) [17].